# Stiphodon elegans
Stiphodon elegans es una especie de pez de la familia de los Gobiidae en el orden de los Perciformes.

## Morfología
Los machos pueden llegar a alcanzar los 5,2 cm de longitud total.

## Distribución geográfica
Se encuentran en Asia y Oceanía.

## Observaciones
Es inofensivo para los humanos.